# Lego DC Super-Vilains
Lego DC Super-Vilains (Lego DC Super-Villains) est un jeu vidéo d'action-aventure en trois dimensions développé par la société britannique TT Games et édité par Warner Bros. Interactive Entertainment. Le jeu sort en 2018 sur Microsoft Windows, Xbox One, PlayStation 4 et également sur la console hybride Nintendo Switch,. 

## Trame
Le jeu se déroule après les évènements de Lego Batman 3 : Au-delà de Gotham. La police capture un méta-humain, son transfert à la prison de Stryker's à Metropolis supervisée par Jim Gordon. Le détenu étant lié à l'absorption de pouvoirs, Jim fait appel à Lex Luthor pour sa connaissance du sujet en échange d'une réduction de peine. Lex attaque Gordon et la police à l'aide de son acolyte Mercy Grave, ils libèrent dans le sous-sol de la prison Métallo mais la Justice League arrive pour les stopper. Ils réussissent tout de même à s'enfuir de la prison et prennent avec eux le détenu. Pendant ce temps, le Joker et Harley Quinn ont volé un objet à Wayne Tech, Batman les poursuivant. Le groupe de Vilains arrivent à semer les héros, jusqu'à l'apparition d'un mystérieux groupe de héros : le Syndicat de Justice, stoppant les Vilains. Mais Harley Quinn arrive à voir et à filmer ce groupe faisant disparaitre la Justice League.

## Système de jeu
Le jeu reprend le principe des jeux Lego à monde ouvert :
- De grandes zones à explorer : ici on retrouve Gotham City, Metropolis, Smallville, l'Asile d'Arkham, la prison Belle Reve et la planète Apokolips.
- Des niveaux à compléter avec la possibilité de revenir en jeu libre pour faire le 100%.

Ici la particularité comparé aux anciens est que la personnalisation de nos personnages est bien plus mise en avant, puisque l'on joue dans le mode histoire notre personnage créé au début du jeu, là où les autres jeux Lego ne le proposaient qu'en mode libre et n'étant pas un élément central.
Notre personnage récolte divers pouvoirs au fils des niveaux via des batteries.

## Développement

### Annonce
Le jeu est annoncé le 30 mai 2018.

### Attribution des rôles
La distribution du jeu pioche notamment dans le DC Animated Universe (1992-2006), la plupart des acteurs ayant déjà repris leurs rôles dans diverses œuvres par la suite. Ainsi, Mark Hamill joue le rôle du Joker et Clancy Brown celui de Lex Luthor. Du côté des justiciers, Kevin Conroy reprend une énième fois le rôle de Batman, Susan Eisenberg retrouve Wonder Woman, tandis que Michael Rosenbaum tient le rôle de Flash. Le jeu marque également le retour historique de plusieurs acteurs, dont Michael Ironside dans le rôle de Darkseid, douze ans après le final de la série Justice League, ainsi que celui de Jeffrey Combs dans le rôle de Scarecrow, quinze ans après le jeu Batman: Rise of Sin Tzu,,. On note également le retour de Gilbert Gottfried dans le rôle de Mr. Mxyzptlk ou encore celui de Jennifer Hale dans celui de Killer Frost.
John Barrowman, Megalyn Echikunwoke, David Sobolov (en) et Brandon Routh reprennent respectivement Malcolm Merlyn (en), Vixen, Gorilla Grodd et Ray Palmer / Atom du Arrowverse, tandis que Greg Cipes reprend le rôle de Beast Boy tenu dans Teen Titans (2003-2006) et Teen Titans Go! (2013-),,.
Nolan North tient le rôle de Kent Clarkson / Ultraman (en) et Cissy Jones celui de la journaliste Lois Lane,. Greg Miller (en) joue Polka-Dot Man (en). Pour coïncider avec la sortie du film Shazam! en 2019, Zachary Levi reprend le rôle-titre pour les besoins d'un contenu téléchargeable.